# Aphis longini
Aphis longini är en insektsart. Aphis longini ingår i släktet Aphis och familjen långrörsbladlöss. Inga underarter finns listade i Catalogue of Life.